# 이치노미야번
이치노미야번(일본어: 一宮藩 いちのみやはん[*])은 카즈사국 나가라군의 이치노미야 진야 (현재 지바현 쵸세이군 이치노미야마치 모지성 안)에 번청을 둔 번이다. 에도 시대 후기인 1826년, 이세국 핫타번이 떨어진 지령이었던 이 땅에 번청을 이전하는 것으로 성립되었다. 이후, 후다이 다이묘의 카노가가 4대 약 50년간에 걸쳐 다스렸고, 폐번치현을 맞이했다. 고쿠다카는 1만 3천석이다.

## 역대 번주

### 카노가(加納家)
후다이 다이묘. 고쿠다카 1만 3천석
1. 카노 히사토모
2. 카노 히사아키라
3. 카노 히사츠네
4. 카노 히사요시

## 영지
핫타번#영지도 참조

### 막부 발기의 영지
- 카즈사국
  - 나가라군 중 10개 (그 중 6개 마을이 아와 카즈사 지현사, 2개 마을이 아와 카즈사 현사를 거쳐 하나부사번, 2개 마을이 아와 카즈사 지현사를 거쳐 츠루마이번에 편입)
- 시모사국
  - 소마군 중 6개 마을 (시모사 지현사에 편입)
- 코즈케국
  - 사이군 중 3개 마을 (이와하나현에 편입)
- 이요국
  - 이나베군 중 8개 마을 (와타라이현에 편입)
  - 미에군 중 4개 마을 ( 〃 )
  - 타키군 중 3개 마을 ( 〃 )

이상으로, 「구고구령취조장(旧高旧領取調帳)」을 바탕으로 기재했지만, 기재대로 하면 소령이 0이 되기 때문에, 실제로 이관되었는지는 불분명하다. 또한, 시모츠케국 닛타군에도 소령이 있었다는 자료도 있지만, 「구고구령취조장(旧高旧領取調帳)」에는 기재가 없어, 조사시에는 이와하나현에 편입되어 있었던 것으로보인다.